# Bradley Cooper
Bradley Charles Cooper (Filadèlfia, Pennsilvània, 5 de gener de 1975) és un actor i productor de cinema estatunidenc.
El seu treball en Silver Linings Playbook li va valer la seva primera nominació als Premis Oscar en la categoria de millor actor, i més tard seria nominat els dos anys següents pel seu treball en American Hustle i American Sniper. El 2018, Cooper va fer el seu debut com a director amb la pel·lícula A Star Is Born, la qual també va protagonitzar, va coescriure i va produir, a més d'haver participat en la seva banda sonora.

## Carrera

### Primers anys
Cooper va començar la seva carrera professional com a actor en la sèrie de televisió Sex and the City (1999) i va fer el seu debut cinematogràfic en la pel·lícula Wet Hot American Summer el 2001, després va interpretar a Will Tippin en Àlies (2001-2006). El 2002 va aparèixer en la pel·lícula Changing Lanes però les seves escenes van ser eliminades de la versió final. Igualment estan incloses en el DVD de la pel·lícula i en els llançaments Blu-ray. El 2003 va aparèixer com a estrella convidada en la sèrie de breu durada Miss Match i va fer cameos en Touching Evil (2004) i en Law and Order: Special Victims Unit (2005). Entre 2007 i 2009 va participar esporàdicament en Nip/Tuck com Aidan Stone.

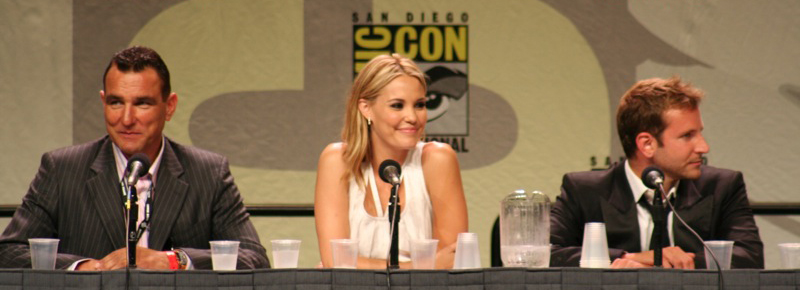
Vinnie Jones, Leslie Bibb i Bradley Cooper en la Convenció Internacional de Còmics de San Diego promovent The Midnight Meat Train en 2007.

El 2004, Cooper va coprotagonitxar la pel·lícula d'ABC Family, I Want to Marry Ryan Banks, amb Jason Priestley, i va aparèixer com a estrella convidada regular en la sèrie de Warner Bros., Jack & Bobby.
En la pantalla gran va participar en De boda en boda (2005), al costat d'Owen Wilson i Vince Vaughn, interpretant a Zachary Lodge, el promès universitari de Claire (Rachel McAdams) a qui enganya amb altres dones a la seva esquena. Va compartir cartell amb Sarah Jessica Parker i Matthew McConaughey en Failure to Launch (2006). Cooper va interpretar el paper principal en la sèrie de Fox Kitchen Confidential, basada en un llibre de memòries del xef Anthony Bourdain, que es va estrenar al setembre de 2005. No obstant això, malgrat les bones crítiques, Fox va anunciar després de sol quatre episodis, que la sèrie havia estat cancel·lada.
El març de 2006, Cooper va protagonitzar Three Days of Rain, una obra teatral de Richard Greenberg, amb Julia Roberts i Paul Rudd en el Teatre Bernard B. Jacobs de Broadway. Cooper també va aparèixer en la producció de 2008 de l'obra de Theresa Rebeck, The Understudy, interpretant a Jake, en el Festival de Teatre de Williamstown al costat de Kristen Johnston.

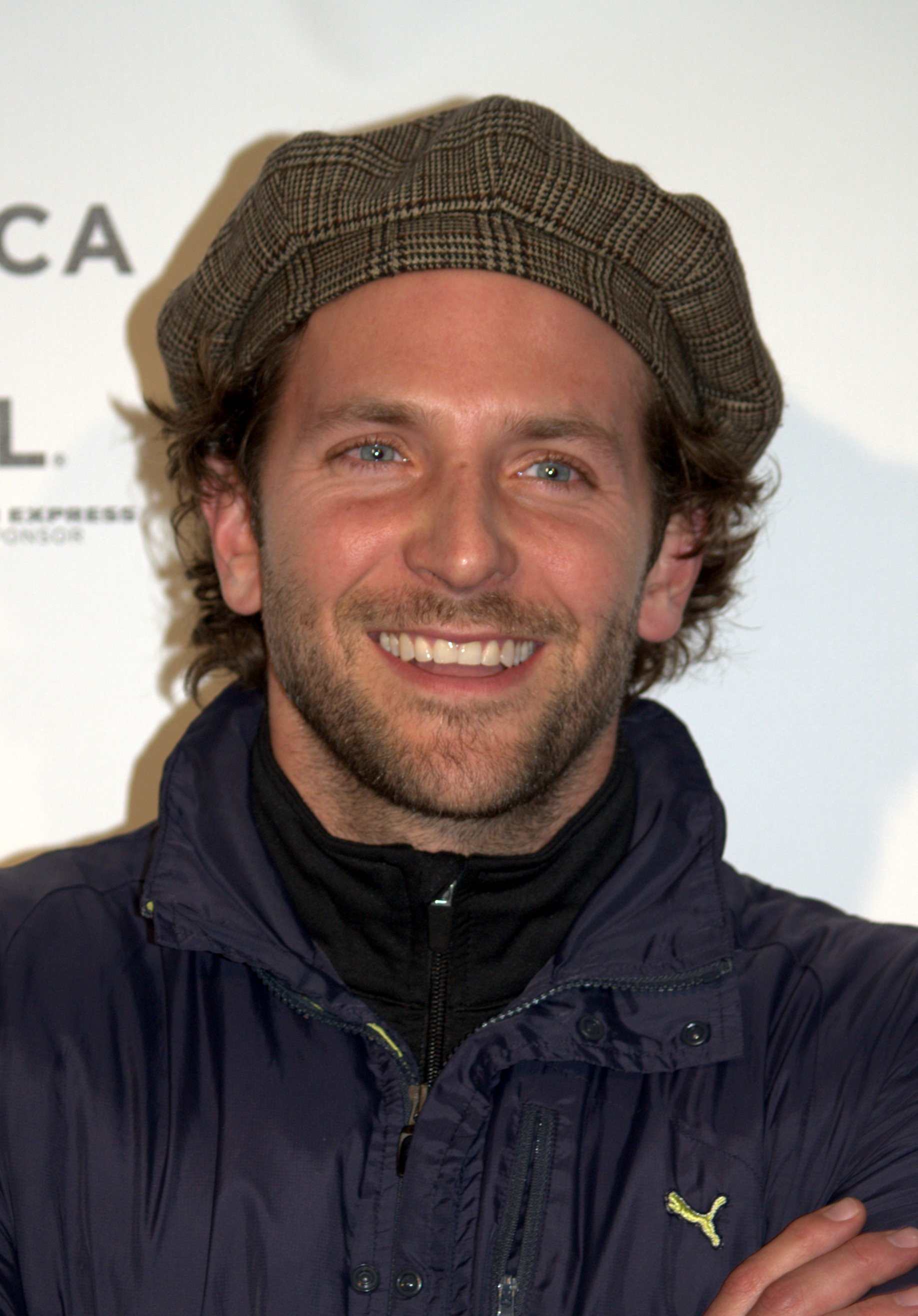
Bradley en el Festival de Cinema de Tribeca en la premiere de la pel·lícula de Woody Allen, Si la cosa funciona el 2009.

El 2008 va treballar sota les ordres de Peyton Reed i compartint pantalla amb Jim Carrey i Zooey Deschanel en Yes Man interpretant a Peter, el millor amic de Carl (Jim Carrey). Aquell mateix any va fer una aparició en la pel·lícula The Rocker  com Trash amb Rainn Wilson.

### 2009-2012
El 2009 va protagonitzar, al costat de Jennifer Aniston, Ben Affleck i Drew Barrymore, Què els passa, als homes? interpretant a Ben Affleck, amic de Neil. El seu personatge, Ben, està casat amb Janine (Jennifer Connelly) i li és infidel amb Anna (Scarlett Johansson). Aquell mateix any va protagonitzar Ressaca a Las Vegas interpretant a Phil Wenneck qui, al costat dels seus amics Stu Price (Ed Helms) i Alan (Zach Galifianakis), viatgen a Las Vegas per al comiat de solter de Doug Bilings (Justin Bartha) allotjant-se en el Caesars Palace; però després d'una nit eixelebrada les coses se surten de control i han de fer tot el possible per trobar al nuvi i aconseguir que se celebri el casament. Aquesta obra va ser un èxit financer; va obrir per primera vegada la taquilla als Estats Units i va recaptar més de 467 milions de dòlars a tot el món a partir d'un pressupost de producció de 35 milions de dòlars. Després que Ressaca a Las Vegas (2009) guanyés un Globus d'Or en la categoria Millor pel·lícula comèdia o musical l'any 2010, Cooper va començar a ser conegut pel públic i és fins avui la seva pel·lícula més taquillera, recaptant més de 270 milions de dòlars únicament als Estats Units. L'octubre de 2009, Cooper va rebre el premi de comèdia en el 13è. lliurament anual dels premis Hollywood al Hollywood Film Festival. Sobre el rodatge d'aquesta pel·lícula, Cooper va comentar que: 
| « | Durant el rodatge en Las Vegas ningú es va adonar que estàvem fent una pel·lícula. Tenia rascades de tigre en el coll, estava ensangonat, i Justin Bartha estava ple de remolatxa. Però ningú no se'n va adonar. | » |

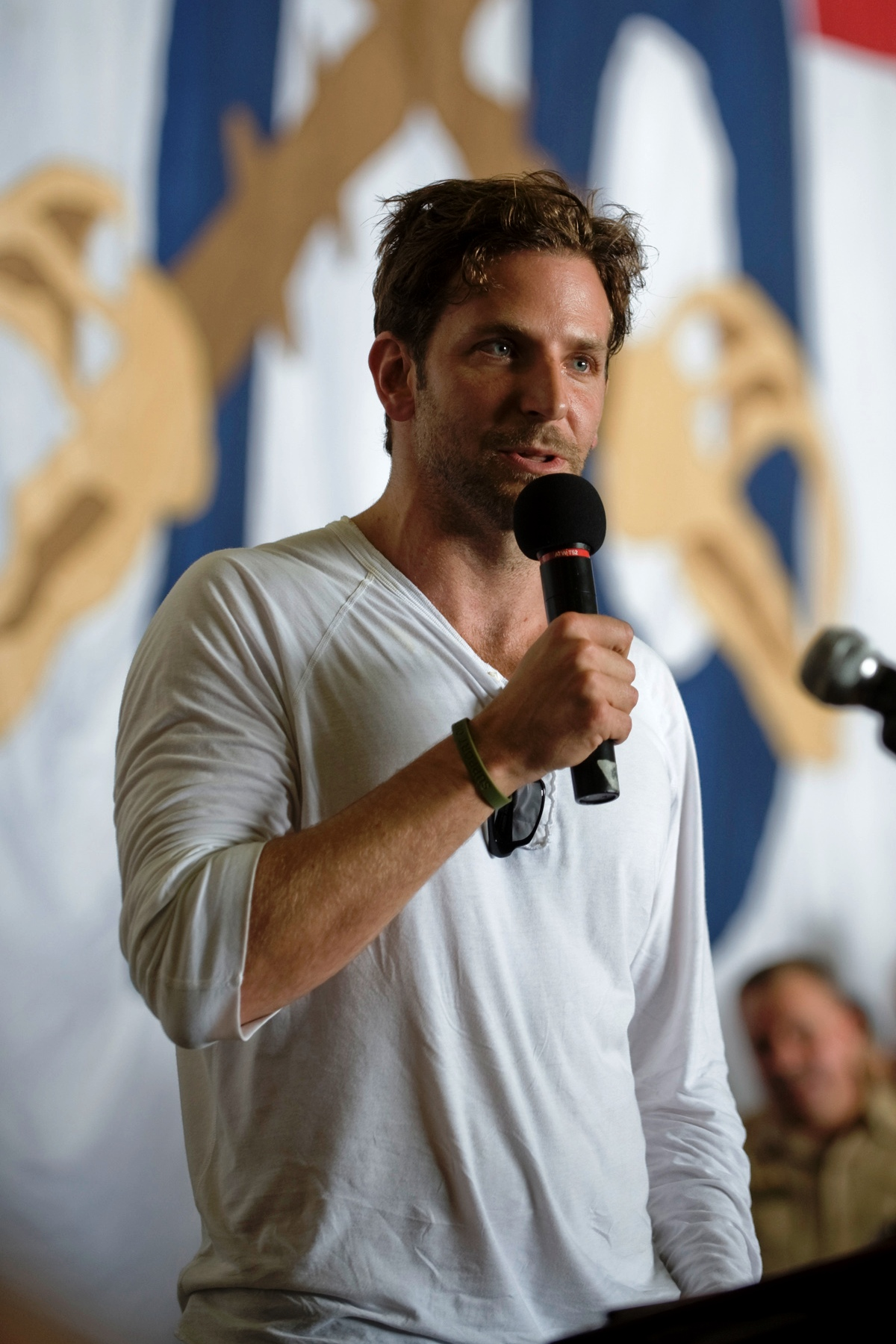
Cooper parlant en l'USS Ronald Reagan (CVN-76) al juliol de 2009.

El 4 de setembre de 2009 es va estrenar All About Steve, pel·lícula que coprotagoniza al costat de Sandra Bullock, on interpreta Steve, que després de tenir una cita a cegues amb Mary Horowitz (Bullock) és perseguit per aquesta, qui pensa haver trobat a la seva ànima bessona. Aquesta pel·lícula va ser considerada com la pitjor de tota la seva trajectòria i per la qual va guanyar el Razzie a la pitjor parella.

### 2013-present
El 2014 va interpretar a Joseph Merrick en un revival de The Elephant Man a Broadway, obtenint una nominació al premi Tony al millor actor en una obra de teatre, i va començar a posar ka Rocket Raccoon a l'Univers cinematogràfic Marvel El 2018, Cooper va produir, escriure, dirigir i protagonitzar un remake del romanç musical A Star Is Born. Va guanyar tres nominacions als Oscar per la pel·lícula, així com un premi BAFTA i dos Grammy per les seves contribucions a la seva banda sonora número u dels Billboard 200 dels Estats Units i al seu senzill principal "Shallow". Va guanyar una altra nominació a l'Oscar per la producció de Joker en 2019.

## Filmografia
- Wet Hot American Summer (2001)
- Changing Lanes (2002, escenes eliminades)[7]
- My Little Eye (2002)
- Bending All the Rules (2002)
- De boda en boda (Wedding Crashers) (2005)
- Failure to Launch (2006)
- The Comebacks (2007, cameo)[8]
- Older than America (2008)
- The Rocker (2008)
- The Midnight Meat Train (2008)
- Digues que sí (Yes Man) (2008)
- Què els passa, als homes? (He's Just Not That Into You) (2009)
- Ressaca a Las Vegas (The Hangover) (2009)
- All About Steve (2009)
- New York, I Love You (2009)
- Case 39 (2009)
- El dia de Sant Valentí (Valentine's Day) (2010)
- Brother's Justice (2010)
- The A-Team (2010)
- Limitless (2011)
- Ressaca 2. Ara a Tailàndia! (The Hangover Part II) (2011)
- Kaylien (curtmetratge, 2011)
- El lladre de paraules (The Words) (2012)
- Hit and Run (2012)
- La part positiva de les coses (Silver Linings Playbook) (2012)
- The Place Beyond the Pines (2012)
- Ressaca 3 (The Hangover Part III) (2013)
- American Hustle (2013)
- Guardians of the Galaxy (2014)
- Serena (2014)
- Aloha (2015)
- Cremat (Burnt) (2015)
- American Sniper (2015)
- Joy (2015)
- 10 Cloverfield Lane (2016)
- Joc d'armes (War Dogs) (2016)
- Guardians of the Galaxy Vol. 2 (2017)
- Avengers: Infinity War (2018)
- A Star Is Born (2018)
- The Mule (2018)
- Avengers: Infinity War (2019)
- Joker (2019)
- Licorice Pizza (2021)
- Nightmare Alley (2021)
- Thor: Love and Thunder (2022)
- Dungeons & Dragons: Honor Among Thieves (2022)
- Guardians of the Galaxy Vol. 3 (2023)
- Maestro (pel·lícula de 2023) (2023)
- IF (2024)
- Joker: Folie à Deux (en postproducció)[9]

## Premis i nominacions

### Premis Oscars
| Any  | Pel·lícula              | Categoria              | Resultat |
| ---- | ----------------------- | ---------------------- | -------- |
| 2013 | Silver Linings Playbook | Millor actor           | Nominat  |
| 2014 | American Hustle         | Millor actor secundari | Nominat  |
| 2015 | American Sniper         | Millor actor           | Nominat  |

### Globus d'or
| Any  | Pel·lícula              | Categoria                    | Resultat |
| ---- | ----------------------- | ---------------------------- | -------- |
| 2013 | Silver Linings Playbook | Millor actor musical o còmic | Nominat  |
| 2014 | American Hustle         | Millor actor secundari       | Nominat  |

### BAFTA
| Any  | Pel·lícula              | Categoria              | Resultat |
| ---- | ----------------------- | ---------------------- | -------- |
| 2013 | Silver Linings Playbook | Millor actor           | Nominat  |
| 2014 | American Hustle         | Millor actor secundari | Nominat  |